# Placówka Straży Celnej „Wyszków”

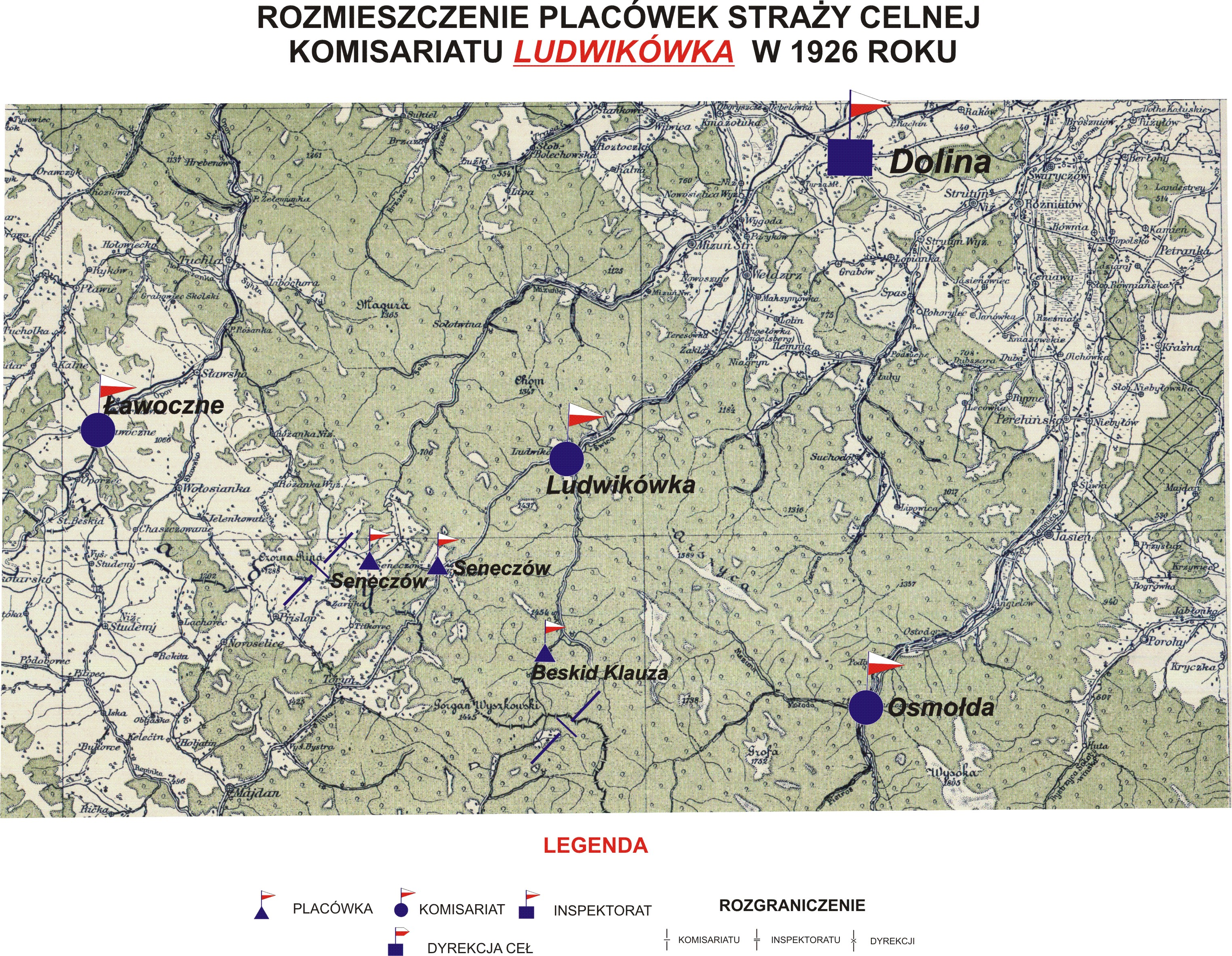
Rozmieszczenie placówek SC Komisariatu Ludwikówka w 1926 r.

Placówka Straży Celnej „Wyszków” – jednostka organizacyjna Straży Celnej pełniąca w okresie międzywojennym służbę ochronną na granicy polsko-czechosłowackiej.

## Formowanie i zmiany organizacyjne
Na wniosek Ministerstwa Skarbu, uchwałą z 10 marca 1920 roku, powołano do życia Straż Celną. Jednostki Straży Celnej rozpoczęły przejmowanie odcinków granicy od pododdziałów Batalionów Celnych. W 1921 roku w Ludwikówce stacjonował sztab 3 kompanii 12 batalionu celnego. Kompania wystawiała między innymi placówkę w Wyszkowie. W 1922 roku w Dolinie stacjonował sztab 4 kompanii 19 batalionu celnego. Kompania wystawiała między innymi placówkę w Wyszkowie. Proces tworzenia Straży Celnej trwał do końca 1922 roku. Placówka Straży Celnej „Wyszków” weszła w podporządkowanie komisariatu Straży Celnej „Ludwikówka” z Inspektoratu SC „Dolina”.
W drugiej połowie 1927 roku przystąpiono do gruntownej reorganizacji Straży Celnej. W praktyce skutkowało to rozwiązaniem tej formacji granicznej. Ochronę północnej, zachodniej i południowej granicy państwa przejęła powołana z dniem 2 kwietnia 1928 roku Straż Graniczna.
Rozkazem nr 5 z 16 maja 1928 roku w sprawie organizacji Małopolskiego Inspektoratu Okręgowego dowódca Straży Granicznej gen. bryg. Stefan Pasławski powołał komisariat Straży Granicznej „Ludwikówka”. Placówka Straży Granicznej I linii „Wyżków”  znalazła się w jego strukturze.

## Funkcjonariusze placówki
Kierownicy placówki
| stopień    | imię i nazwisko, numer | okres pełnienia służby | kolejne stanowisko |
| ---------- | ---------------------- | ---------------------- | ------------------ |
| przodownik | Walenty Lewicki (62)   | był w 1926             |                    |

Obsada personalna placówki w 1926:
- przodownik Walenty Lewicki (62)
- strażnik Władysław Borowczyk (945)
- strażnik Franciszek Jastrzębski (838)
- strażnik Paweł Michalski (834)
- strażnik Józef Nowak (1675)
- strażnik Teodor Wojda (849)
- strażnik Mieczysław Bieniaszewski (1881)
- strażnik Franciszek Maniecki (926)
- strażnik Andrzej Frączkowiak (2205)